# Lista över fornlämningar i Falköpings kommun (Södra Kyrketorp)
Lista över fornlämningar i Falköpings kommun (Södra Kyrketorp) är en förteckning av ett urval av de fornlämningar som finns i Södra Kyrketorp i Falköpings kommun.
| Namn                 | Lämningstyp                 | Tillkomsttid | Historisk indelning            | Plats | Läge                 | ID-nr          | Bild                                      |
| -------------------- | --------------------------- | ------------ | ------------------------------ | ----- | -------------------- | -------------- | ----------------------------------------- |
| Södra Kyrketorp 1:1  | Stensättning                |              | Södra Kyrketorp, Västergötland |       | 58.245107, 13.718195 | 10205000010001 | Ladda upp en bild av detta fornminne      |
| Södra Kyrketorp 2:1  | Stenkammargrav              |              | Södra Kyrketorp, Västergötland |       | 58.243937, 13.719433 | 10205000020001 | Ladda upp en bild av detta fornminne      |
| Södra Kyrketorp 4:1  | Stensättning                |              | Södra Kyrketorp, Västergötland |       | 58.244916, 13.714802 | 10205000040001 | Ladda upp en bild av detta fornminne      |
| Södra Kyrketorp 5:1  | Stensättning                |              | Södra Kyrketorp, Västergötland |       | 58.245011, 13.710828 | 10205000050001 | Ladda upp en bild av detta fornminne      |
| Södra Kyrketorp 6:1  | Stenkammargrav              |              | Södra Kyrketorp, Västergötland |       | 58.244472, 13.709911 | 10205000060001 | Ladda upp en bild av detta fornminne      |
| Södra Kyrketorp 7:1  | Stenkammargrav              |              | Södra Kyrketorp, Västergötland |       | 58.242643, 13.711769 | 10205000070001 | Ladda upp en bild av detta fornminne      |
| Södra Kyrketorp 7:2  | Stenkammargrav              |              | Södra Kyrketorp, Västergötland |       | 58.242573, 13.711421 | 10205000070002 | Ladda upp en bild av detta fornminne      |
| Södra Kyrketorp 8:1  | Stenkammargrav              |              | Södra Kyrketorp, Västergötland |       | 58.242769, 13.712363 | 10205000080001 | Ladda upp en bild av detta fornminne      |
| Södra Kyrketorp 8:2  | Stensättning                |              | Södra Kyrketorp, Västergötland |       | 58.242781, 13.712071 | 10205000080002 | Ladda upp en bild av detta fornminne      |
| Södra Kyrketorp 9:1  | Gravfält                    |              | Södra Kyrketorp, Västergötland |       | 58.240250, 13.698441 | 10205000090001 | Ladda upp en bild av detta fornminne      |
| Södra Kyrketorp 11:1 | Stenkammargrav              |              | Södra Kyrketorp, Västergötland |       | 58.237499, 13.688682 | 10205000110001 | Ladda upp en bild av detta fornminne      |
| Södra Kyrketorp 12:1 | Stenkammargrav              |              | Södra Kyrketorp, Västergötland |       | 58.235967, 13.684719 | 10205000120001 | Ladda upp en bild av detta fornminne      |
| Södra Kyrketorp 13:1 | Stenkammargrav              |              | Södra Kyrketorp, Västergötland |       | 58.235014, 13.682351 | 10205000130001 | Ladda upp en bild av detta fornminne      |
| Södra Kyrketorp 14:1 | Hällristning                |              | Södra Kyrketorp, Västergötland |       | 58.234405, 13.680129 | 10205000140001 | Ladda upp en bild av detta fornminne      |
| Södra Kyrketorp 15:1 | Grav markerad av sten/block |              | Södra Kyrketorp, Västergötland |       | 58.234294, 13.674465 | 10205000150001 | Ladda upp en bild av detta fornminne      |
| Södra Kyrketorp 16:1 | Hög                         |              | Södra Kyrketorp, Västergötland |       | 58.242698, 13.689057 | 10205000160001 | Ladda upp en bild av detta fornminne      |
| Södra Kyrketorp 16:3 | Stensättning                |              | Södra Kyrketorp, Västergötland |       | 58.242584, 13.688188 | 10205000160003 | Ladda upp en bild av detta fornminne      |
| Södra Kyrketorp 17:1 | Stensättning                |              | Södra Kyrketorp, Västergötland |       | 58.243220, 13.688158 | 10205000170001 | Ladda upp en bild av detta fornminne      |
| Södra Kyrketorp 18:1 | Stensättning                |              | Södra Kyrketorp, Västergötland |       | 58.244663, 13.688983 | 10205000180001 | Ladda upp en bild av detta fornminne      |
| Södra Kyrketorp 19:1 | Stensättning                |              | Södra Kyrketorp, Västergötland |       | 58.244362, 13.691363 | 10205000190001 | Ladda upp en bild av detta fornminne      |
| Södra Kyrketorp 21:1 | Stensättning                |              | Södra Kyrketorp, Västergötland |       | 58.241409, 13.680578 | 10205000210001 | Ladda upp en bild av detta fornminne      |
| Södra Kyrketorp 21:2 | Stensättning                |              | Södra Kyrketorp, Västergötland |       | 58.241433, 13.680883 | 10205000210002 | Ladda upp en bild av detta fornminne      |
| Södra Kyrketorp 23:1 | Stensättning                |              | Södra Kyrketorp, Västergötland |       | 58.243837, 13.675406 | 10205000230001 | Ladda upp en bild av detta fornminne      |
| Södra Kyrketorp 23:2 | Stensättning                |              | Södra Kyrketorp, Västergötland |       | 58.243926, 13.675646 | 10205000230002 | Ladda upp en bild av detta fornminne      |
| Södra Kyrketorp 25:1 | Stensättning                |              | Södra Kyrketorp, Västergötland |       | 58.243386, 13.725030 | 10205000250001 | Ladda upp en bild av detta fornminne      |
| Södra Kyrketorp 25:2 | Stensättning                |              | Södra Kyrketorp, Västergötland |       | 58.243463, 13.724896 | 10205000250002 | Ladda upp en bild av detta fornminne      |
| Södra Kyrketorp 25:3 | Stensättning                |              | Södra Kyrketorp, Västergötland |       | 58.243509, 13.724675 | 10205000250003 | Ladda upp en bild av detta fornminne      |
| Södra Kyrketorp 26:1 | Stensättning                |              | Södra Kyrketorp, Västergötland |       | 58.256460, 13.710501 | 10205000260001 | Ladda upp en bild av detta fornminne      |
| Södra Kyrketorp 27:1 | Hög                         |              | Södra Kyrketorp, Västergötland |       | 58.252896, 13.704972 | 10205000270001 | Ladda upp en bild av detta fornminne      |
| Södra Kyrketorp 28:1 | Stensättning                |              | Södra Kyrketorp, Västergötland |       | 58.246261, 13.710452 | 10205000280001 | Ladda upp en bild av detta fornminne      |
| Södra Kyrketorp 29:1 | Hög                         |              | Södra Kyrketorp, Västergötland |       | 58.243045, 13.717893 | 10205000290001 | Ladda upp en bild av detta fornminne      |
| Södra Kyrketorp 30:1 | Begravningsplats            |              | Södra Kyrketorp, Västergötland |       | 58.250370, 13.707106 | 10205000300001 | Ladda upp en till bild av detta fornminne |
| Södra Kyrketorp 30:2 | Kyrka/kapell                |              | Södra Kyrketorp, Västergötland |       | 58.250500, 13.707413 | 10205000300002 | Ladda upp en bild av detta fornminne      |
| Södra Kyrketorp 32:1 | Stensättning                |              | Södra Kyrketorp, Västergötland |       | 58.244297, 13.719970 | 10205000320001 | Ladda upp en bild av detta fornminne      |
| Södra Kyrketorp 33:1 | Stensättning                |              | Södra Kyrketorp, Västergötland |       | 58.236707, 13.662047 | 10205000330001 | Ladda upp en bild av detta fornminne      |
| Södra Kyrketorp 33:2 | Stensättning                |              | Södra Kyrketorp, Västergötland |       | 58.236554, 13.662073 | 10205000330002 | Ladda upp en bild av detta fornminne      |
| Södra Kyrketorp 33:3 | Stensättning                |              | Södra Kyrketorp, Västergötland |       | 58.236714, 13.662523 | 10205000330003 | Ladda upp en bild av detta fornminne      |
| Södra Kyrketorp 34:1 | Stensättning                |              | Södra Kyrketorp, Västergötland |       | 58.237399, 13.661529 | 10205000340001 | Ladda upp en bild av detta fornminne      |
| Södra Kyrketorp 44:1 | Hög                         |              | Södra Kyrketorp, Västergötland |       | 58.243966, 13.694540 | 10205000440001 | Ladda upp en bild av detta fornminne      |
| Södra Kyrketorp 47:1 | Stensättning                |              | Södra Kyrketorp, Västergötland |       | 58.244142, 13.707669 | 10205000470001 | Ladda upp en bild av detta fornminne      |
| Södra Kyrketorp 50:1 | Stensättning                |              | Södra Kyrketorp, Västergötland |       | 58.241827, 13.716631 | 10205000500001 | Ladda upp en bild av detta fornminne      |
| Södra Kyrketorp 51:1 | Stensättning                |              | Södra Kyrketorp, Västergötland |       | 58.243642, 13.723856 | 10205000510001 | Ladda upp en bild av detta fornminne      |
| Södra Kyrketorp 51:2 | Stensättning                |              | Södra Kyrketorp, Västergötland |       | 58.243620, 13.723958 | 10205000510002 | Ladda upp en bild av detta fornminne      |
| Södra Kyrketorp 51:3 | Stensättning                |              | Södra Kyrketorp, Västergötland |       | 58.243587, 13.724095 | 10205000510003 | Ladda upp en bild av detta fornminne      |
| Södra Kyrketorp 53:1 | Stenkammargrav              |              | Södra Kyrketorp, Västergötland |       | 58.240010, 13.714134 | 10205000530001 | Ladda upp en bild av detta fornminne      |
| Södra Kyrketorp 56:1 | Stenkrets                   |              | Södra Kyrketorp, Västergötland |       | 58.239252, 13.699475 | 10205000560001 | Ladda upp en bild av detta fornminne      |